# Xã Verdon, Quận Aitkin, Minnesota
Xã Verdon (tiếng Anh: Verdon Township) là một xã thuộc quận Aitkin, tiểu bang Minnesota, Hoa Kỳ. Năm 2010, dân số của xã này là 45 người.